# Rick Nash
Rick Nash (ur. 16 czerwca 1984 w Brampton) – kanadyjski hokeista, reprezentant Kanady, dwukrotny olimpijczyk.

## Kariera zawodnicza

### Kariera klubowa
- Team Ontario (1998−1999)
- Toronto Marlboros Midget AAA (1999–2000)
- London Knights (2000−2002)
- Columbus Blue Jackets (2002-2012)
  -  HC Davos (2004–2005)
- New York Rangers (2012-2018)
  -  HC Davos (2012−2013)
- Boston Bruins (2018)

Młody Rick Nash już w wieku sześciu lat założył swoje pierwsze hokejowy łyżwy i trenował na podwórku swojego rodzinnego domu w Brampton marząc o zdobyciu Pucharu Stanleya. Młody Nash nie zdejmował swoich łyżew. Przebywał w nich nawet podczas rodzinnych obiadów. Rodzice szybko zorientowali się, że młody Rick ma predyspozycje do bycia profesjonalnym hokeistą. Pierwszy poważny krok ku temu uczynił, gdy został draftowany z numerem 1. przez Columbus Blue Jackets w 2002 roku.
Rick Nash po raz pierwszy w NHL zagrał na inaugurację sezonu 2002/03 w meczu z Chicago Blackhawks. Był to bardzo udany mecz, w swoim pierwszym meczu zdobył bramkę. Podczas całego pierwszego sezonu gry w NHL Rick Nash zdobył 17 bramek i zaliczył 22 asysty. Jednak pierwszy sezon był tylko dłuższym wstępem do drugiego, w którym zdobył aż 41 bramek. Dzięki temu wyczynowi Rick Nash otrzymał nagrodę Maurice 'Rocket' Richard Trophy dla najlepszego strzelca w sezonie zasadniczym wraz z Jeromem Iginlą oraz Ilją Kowalczukiem. W sezonie 2004/2005 z powodu lokautu grał w szwajcarskim klubie HC Davos. W sezonie zasadniczym zdobył 44 punkty, a w play-off do tego wyniku dołożył jeszcze 11. W sezonie 2005/2006 powrócił do Columbus Blue Jackets z 27-milionowym kontraktem. Z powodu kontuzji kolana Rick Nash opuścił 28 meczów w sezonie. W tym sezonie został wytypowany do składu na Igrzyska Olimpijskie w Turynie. W sezonie 2006/2007 Rick Nash zdobył 57 punktów i został wytypowany do Meczu Gwiazd NHL w którym zdobył decydującą bramkę meczu, dzięki której Zachód mógł się cieszyć ze zwycięstwa. W sezonie 2007/2008 po raz kolejny został wytypowany do Meczu Gwiazd. Podczas sezonu zdobył 38 bramek oraz 69 punktów. W 2008 został również kapitanem drużyny Columbus Blue Jackets, jednak jego drużynie nie udało się zakwalifikować do play-off. W klubie z Columbus występował łącznie w dziewięciu sezonach.
W lipcu 2012 roku podpisał kontrakt z New York Rangers. W ramach wymiany zawodników razem z Nashem do Nowego Jorku trafił Steven Delisle, zaś do Columbus przekazani zostali w zamian dotychczasowi gracze z Rangers: Artiom Anisimow, Brandon Dubinsky i Tim Erixon. W okresie lokautu w sezonie NHL (2012/2013) od września 2012 do stycznia 2013 związany ponownie kontraktem z klubem HC Davos. W późniejszym czasie nadał występował w NY Rangers. W lutym 2018 został przetransferowany do Boston Bruins i grał w jego barwach do końca sezonu NHL (2017/2018).
W styczniu 2018 ogłosił zakończenie kariery zawodniczej z uwagi na względy medyczne.

### Kariera reprezentacyjna
Rick Nash w 2002 roku wystąpił na Mistrzostwach Świata juniorów. Osiągając drugie miejsce w turnieju zdobył 3 punkty. Trzy lata później zadebiutował na seniorskich Mistrzostwach Świata Elity. Zdobywając z drużyną klonowego liścia srebrny medal. Zwyciężył przy tym w klasyfikacji na najlepszego strzelca mistrzostw. W 9 meczach zdobył 9 bramek. Rok później został powołany do kadry na Igrzyska Olimpijskie, jednak po kontuzji zdołał zdobyć jedynie 1 punkt, a drużyna Kanady przegrała w ćwierćfinale z Rosją i zajęła siódme miejsce. W 2007 roku po raz pierwszy w swojej karierze zdobył złoty medal międzynarodowego turnieju. Trofeum to zdobył podczas Mistrzostw Świata, które odbyły się w Rosji. Podczas tego turnieju uzyskując wynik 11 punktów co przyczyniło się do wybrania przez dyrektoriat imprezy miana MVP turnieju. W rozgrywanych w Kanadzie w 2008 roku Mistrzostwach Świata zdobył srebrny medal, zaś podczas Zimowych Igrzysk Olimpijskich zdobył złoty medal.
Uczestniczył w turniejach mistrzostw świata 2005, 2007, 2008, 2011 oraz zimowych igrzysk olimpijskich 2006, 2010, 2014.

## Statystyki
| 2000–01     | London Knights        | OHL         | 58  | 31  | 35  | 66  | 56  | 4  | 5  | 3  | 8  | 18  |
| 2001–02     | London Knights        | OHL         | 54  | 32  | 40  | 72  | 88  | 12 | 20 | 19 | 39 | 121 |
| 2002–03     | Columbus Blue Jackets | NHL         | 74  | 17  | 22  | 39  | 78  | —  | —  | —  | —  | —   |
| 2003–04     | Columbus Blue Jackets | NHL         | 80  | 41  | 16  | 57  | 87  | —  | —  | —  | —  | —   |
| 2004–05     | HC Davos              | NLA         | 44  | 26  | 20  | 46  | 83  | 15 | 9  | 2  | 11 | 26  |
| 2005–06     | Columbus Blue Jackets | NHL         | 54  | 31  | 23  | 54  | 51  | —  | —  | —  | —  | —   |
| 2006–07     | Columbus Blue Jackets | NHL         | 75  | 27  | 30  | 57  | 73  | —  | —  | —  | —  | —   |
| 2007–08     | Columbus Blue Jackets | NHL         | 80  | 38  | 31  | 69  | 95  | —  | —  | —  | —  | —   |
| 2008–09     | Columbus Blue Jackets | NHL         | 78  | 40  | 39  | 79  | 52  | 4  | 1  | 2  | 3  | 2   |
| 2009–10     | Columbus Blue Jackets | NHL         | 76  | 33  | 34  | 67  | 58  | —  | —  | —  | —  | —   |
| 2010–11     | Columbus Blue Jackets | NHL         | 75  | 32  | 34  | 66  | 34  | —  | —  | —  | —  | —   |
| 2011–12     | Columbus Blue Jackets | NHL         | 82  | 30  | 29  | 59  | 40  | —  | —  | —  | —  | —   |
| 2012-13     | HC Davos              | NLA         | 17  | 12  | 6   | 18  | 8   | —  | —  | —  | —  | —   |
| NHL łącznie | NHL łącznie           | NHL łącznie | 674 | 289 | 258 | 547 | 568 | 4  | 1  | 2  | 3  | 2   |
| OHL łącznie | OHL łącznie           | OHL łącznie | 112 | 63  | 75  | 138 | 144 | 16 | 25 | 22 | 47 | 139 |

### Reprezentacja
| Rok              | Reprezentacja    | Impreza          | Wynik            |    | GP | G  | A  | Pts | PIM |
| ---------------- | ---------------- | ---------------- | ---------------- | -- | -- | -- | -- | --- | --- |
| 2002             | Kanada           | WJC              | 2. miejsce       | 7  | 1  | 2  | 3  | 2   |     |
| 2005             | Kanada           | WC               | 2. miejsce       | 9  | 9  | 6  | 15 | 8   |     |
| 2006             | Kanada           | Oly              | 7. miejsce       | 6  | 0  | 1  | 1  | 10  |     |
| 2007             | Kanada           | WC               | 1. miejsce       | 9  | 6  | 5  | 11 | 4   |     |
| 2008             | Kanada           | WC               | 2. miejsce       | 9  | 6  | 7  | 13 | 6   |     |
| 2010             | Kanada           | Oly              | 1. miejsce       | 7  | 2  | 3  | 5  | 0   |     |
| 2011             | Kanada           | WC               | 5. miejsce       | 7  | 2  | 3  | 5  | 2   |     |
| Mecze seniorskie | Mecze seniorskie | Mecze seniorskie | Mecze seniorskie | 54 | 26 | 27 | 53 | 32  |     |

## Sukcesy i wyróżnienia
Reprezentacyjne
- Srebrny medal mistrzostw świata juniorów do lat 20: 2002
- Srebrny medal mistrzostw świata: 2005
- Złoty medal mistrzostw świata: 2007
- Srebrny medal mistrzostw świata: 2008
- Złoty medal zimowych igrzysk olimpijskich: 2010, 2014

Klubowe
- Złoty medal mistrzostw Szwajcarii: 2005 z HC Davos

Indywidualne
- Zdobywca Emms Family Award dla najlepszego pierwszoroczniaka sezonu 2000/2001 w lidze OHL
- Członek pierwszej drużyny gwiazd pierwszoroczniaków ligi OHL oraz drużyny gwiazd pierwszoroczniaków CHL w sezonie 2000/2001
- Uczestnik CHL Top Prospects Game w sezonie 2000/2001
- Członek drużyny gwiazd pierwszoroczniaków ligi NHL w sezonie 2002/2003
- Uczestnik meczu meczu gwiazd ligi NHL w latach: 2004, 2007, 2008, 2009, 2011
  - Maurice Richard Trophy – pierwsze miejsce w klasyfikacji strzelców w sezonie zasadniczym: 41 goli (ex aequo z Ilją Kowalczukiem i Jaromem Iginla)
- Puchar Spenglera 2004:
  - Skład gwiazd turnieju
- Mistrzostwa Świata w Hokeju na Lodzie 2005:
  - Pierwsze miejsce w klasyfikacji strzelców turnieju: 9 goli
  - Skład gwiazd turnieju
- Mistrzostwa Świata w Hokeju na Lodzie 2007 (elita):
  - Najbardziej Wartościowy Gracz turnieju
- Mistrzostwa Świata w Hokeju na Lodzie 2008/Elita:
  - Skład gwiazd turnieju
  - jeden z trzech najlepszych zawodników reprezentacji
- Sezon NHL (2008/2009):
  - NHL Foundation Player Award – nagroda dla zawodnika działającego charytatywnie
- Sezon NHL (2014/2015):
  - Trzecie miejsce w klasyfikacji strzelców w sezonie zasadniczym: 42 gole

Wyróżnienia
- Buck Houle Award: 2000 (przyznana przez Toronto Marlboros w uznaniu za wybitne działania na lodzie, przywództwa i lojalność)[6]
- Numer 61, z którym występował, został zastrzeżony przez klub London Knights: 2012[7][8]